# Mitragyna speciosa
Mitragyna speciosa ou Kratom - (Thai: กระท่อม), é uma planta da família Rubiaceae cujas folhas possuem propriedades medicinais e são utilizadas na Malásia e na Tailândia com propriedades relaxantes e psicoativas. As folhas são extraídas de uma árvore nativa do sudeste da Ásia, e pertence a mesma família do café (Rubiaceae).
O kratom pode ser encontrado nas seguintes formas:
- Resina
- Folhas desidratadas
- Extratos líquidos
- Extratos fortificados em pó
- Folhas desidratadas em pó

## Uso tradicional
As folhas da Kratom tem sido usada desde tempos mais remotos por povos da Ásia. Outros nomes dessa planta são kakuam, ithang, thom ou krathom (Tailândia), biak-biak ou ketum (Malásia), e mambog (Filipinas).
O Kratom nessa região é utilizado na medicina popular como estimulante, sedativo, analgésico, no tratamento de diarréia, mais raramente para aumentar a duração do coito e desde finais do século XIX tem sido utilizado no tratamento de dependentes de ópio, uma vez que a planta possui alcalóides que amenizam a dependência dessa droga.

## Componentes ativos
Nas folhas da Kratom estão presentes muitos alcalóides indólicos com potente atividade agonística com opióides, entre eles os mais importantes são a mitragynine e 7-hydroxymitragynine que são os responsáveis pelos efeitos analgésicos, sedativos e estimulantes. Esses alcalóides ativos possuem ambos os efeitos estimulantes e sedativos.

## Legalidade
Em Portugal, segundo Legislação Farmacêutica Portuguesa , o Kratom é uma das substâncias psicoativas, de 2013, incluindo-se na classe das “PLANTAS E RESPETIVOS CONSTITUINTES ATIVOS”: Mitragyna speciosa (Kratom e respetivos constituintes psicoativos: mitraginina e 7-hidroximitraginina).

## Efeitos
Os efeitos de Mitragyna speciosa são descritos como sendo uma combinação de estimulação e sedação. Os efeitos estimulatórios podem ter duração mais curta que o efeito de sedação, chegando mais rápido e desaparecendo mais cedo.
Positivos
- Estimulação e sedação simultâneas
- Sentimentos de empatia
- Sentimentos de euforia
- Qualidades afrodisíacas para algumas pessoas
- Sonhos vívidos de vigília
- Útil com trabalho físico
- Doses baixas podem resultar em um "brilho" duradouro em algumas pessoas, sentindo-se melhor do que o normal no dia seguinte
- Aumenta a sociabilidade e a capacidade de falar

Neutros
- Duração relativamente curta
- Mudança na capacidade de focar os olhos
- Analgesia

Negativos
- Sabor muito amargo
- Tonturas, náuseas e / ou vômitos em doses mais altas
- Depressão leve durante e / ou após
- Aumento da temperatura corporal (percebida). (sinta-se quente e suado)
- Ressaca semelhante ao álcool, incluindo dores de cabeça e às vezes náusea (em doses mais altas)
- O desejo de repetir a experiência com mais frequência do que o pretendido pode levar ao vício
- A tolerância aumenta rapidamente após alguns dias seguidos de uso repetido, a tolerância aos efeitos reduz com um a três dias de abstinência
- Psicose
- Convulsões
- Alucinações
- Confusão (rara)
- Perda de apetite e perda de peso (uso crônico)
- Prisão de ventre (uso crônico)
- Escurecimento da cor da pele do rosto (uso crônico)

Usuários crônicos também relataram sintomas de abstinência, incluindo irritabilidade, coriza e diarréia. A retirada é geralmente de curta duração e leve, e pode ser efetivamente tratada com di-hidrocodeína e lofexidina.